# Anhua Shuiku
Anhua Shuiku (kinesiska: 安华水库) är en reservoar i Kina. Den ligger i provinsen Zhejiang, i den östra delen av landet, omkring 80 kilometer söder om provinshuvudstaden Hangzhou. Anhua Shuiku ligger 30 meter över havet. I omgivningarna runt Anhua Shuiku växer i huvudsak blandskog.
Genomsnittlig årsnederbörd är 2 143 millimeter. Den regnigaste månaden är juni, med i genomsnitt 396 mm nederbörd, och den torraste är januari, med 70 mm nederbörd.